# 1000 km de Buenos Aires de TC 2018
La edición 2018 de los 1000 km de Buenos Aires de Turismo Carretera fue la segunda de esta competencia de automovilismo de velocidad especial organizada por la Asociación Corredores de Turismo Carretera, de manera exclusiva para su categoría principal cuyo desarrollo se llevó a cabo en el Circuito n.º 12 del Autódromo Oscar y Juan Gálvez de la Ciudad de Buenos Aires, el día 19 de agosto de 2018, siendo válida por la 9ª fecha de la temporada 2018 de esta categoría. Esta competencia se desarrolló el 19 de agosto de 2018.
Al igual que en competencias anteriores y de similar magnitud, organizadas por ACTC, esta competencia se desarrolló por el sistema de relevos de pilotos, sin embargo, para esta edición se dispuso la conformación obligatoria de tripulaciones de tres competidores (un titular y dos invitados), a diferencia del año anterior en el que cada titular podía optar por llevar uno o dos invitados.
La competencia se largó a las 10:30 horas (GMT -3) y finalizó aproximadamente a las 16:30 horas (GMT -3), cumpliéndose el total de giros pactados, tras los cuales fue declarado como ganador el piloto Agustín Canapino, quien capitaneó la tripulación compuesta por Juan Martín Ponte y Federico Alonso al comando del Chevrolet Chevy n.º 1. El podio fue completado por la tripulación del Torino Cherokee n.º 36, conformada por los pilotos Leonel Pernía, Juan Cruz Benvenuti y Emmanuel Pérez Bravo en segundo lugar y por la del Torino Cherokee n.º 2, conformada por Facundo Ardusso, Tomás Urretavizcaya y Federico Pérez, en tercera posición.

## Tripulaciones participantes
| Automóvil       | Equipos | # | Pilotos (ordenados según luz identificatoria) | Pilotos (ordenados según luz identificatoria) | Pilotos (ordenados según luz identificatoria) |
| Automóvil       | Equipos | # | Titular | Invitado 1 | Invitado 2 |
| --------------- | --- | --- | --- | --- | --- |
| Chevrolet Chevy | Jet Racing | 1 | Agustín Canapino | Federico Alonso | Martín Ponte |
| Chevrolet Chevy | Las Toscas Racing | 4 | Christian Ledesma | Augusto Carinelli | José Rasuk |
| Chevrolet Chevy | Coiro Dole Racing | 5 | Gastón Mazzacane | Daniel Nefa | Gastón Rossi |
| Chevrolet Chevy | Laboritto Jrs. Racing | 7 | José Manuel Urcera | Mariano Altuna | Facundo Della Motta |
| Chevrolet Chevy | JP Carrera | 12 | Guillermo Ortelli | Pedro Gentile | Diego Ciantini |
| Chevrolet Chevy | Alifraco Sport | 19 | Norberto Fontana | Juan Pipkin | José Ciantini |
| Chevrolet Chevy | Alifraco Sport | 33 | Camilo Echevarría | Julia Ballario | Sebastián Abella |
| Chevrolet Chevy | Donto Racing | 26 | Juan José Ebarlín | Rafael Verna | Laureano Campanera |
| Chevrolet Chevy | Dose Competición | 29 | Martín Serrano | Jonathan Vázquez | Fernando Iglesias II |
| Chevrolet Chevy | Dose Competición | 43 | Christian Dose | Juan José Tomasello | Juan Manuel Tomasello |
| Chevrolet Chevy | LRD Performance | 37 | Diego De Carlo | Gastón Todino | Antonino Sganga |
| Chevrolet Chevy | Mangoni Motorsport | 55 | Santiago Mangoni | Diego Martínez | Lucas Valle |
| Chevrolet Chevy | Rudas Competición | 63 | Próspero Bonelli | Marcelo Videle | Lucas Carabajal |
| Chevrolet Chevy | Unión Platense Sport | 75 | Sergio Alaux | Pablo Costanzo | Juan Pablo Barucca |
| Torino Cherokee | Renault Sport Torino Team | 2 | Facundo Ardusso | Federico Pérez | Tomás Urretavizcaya |
| Torino Cherokee | Renault Sport Torino Team | 10 | Emiliano Spataro | Elio Craparo | Matías Rodríguez |
| Torino Cherokee | Maquin Parts Racing | 20 | Carlos Okulovich | Sebastián Gómez | Jorge Trebbiani |
| Torino Cherokee | AyP Competición | 32 | Nicolás González | Juan Cruz Talamona | Matías Canapino |
| Torino Cherokee | Laboritto Jrs. Racing | 36 | Leonel Pernía | Juan Cruz Benvenuti | Emmanuel Pérez Bravo |
| Torino Cherokee | Sprint Racing | 45 | Nicolás Cotignola | Luciano Cotignola | Nicolás Vidal |
| Torino Cherokee | Azul Sport Team | 116 | Alan Ruggiero | Tomás Gregorio Deharbe | Flavio Bortot |
| Ford Falcon     | Gurí Martínez Competición Sur-Cam | 6 | Mauricio Lambiris | Omar Martínez | Lautaro De la Iglesia |
| Ford Falcon     | Gurí Martínez Competición Sur-Cam | 113 | Luciano Ventricelli | Ernesto Bessone II | Claudio Bisceglia |
| Ford Falcon     | Nova Racing | 15 | Matías Rossi | Gastón Ferrante | Federico Iribarne |
| Ford Falcon     | Martínez Competición | 17 | Emanuel Moriatis | Federico Lynn | Ramiro Dailoff |
| Ford Falcon     | Ponce de León Racing | 24 | Gabriel Ponce de León | Martín Vázquez | Juan Cruz Di Palma |
| Ford Falcon     | JPG Racing | 27 | Juan Pablo Gianini | Marcelo Agrelo | Esteban Agustín Cístola |
| Ford Falcon     | Werner Competición | 68 | Mariano Werner | Marcos Muchiut | Adrián Oubiña |
| Ford Falcon     | Nolesi Spirit Team | 79 | Mathías Nolesi | Nicolás Montanari | Lucas Ferreira |
| Ford Falcon     | Bonelli Competición | 98 | Nicolás Bonelli | Agustín De Brabandere | Germán Todino |
| Ford Falcon     | Indecar Racing | 99 | Matías Jalaf | Juan Francisco Garbelino | Junior Solmi |
| Ford Falcon     | CM Sport | 111 | Juan Manuel Silva | Oscar Sánchez | José Savino |
| Ford Falcon     | MG Racing SA | 157 | Juan Bautista De Benedictis | Damián Markel | Franco De Benedictis |
| Dodge Cherokee  | JMT Motorsport | 8 | Juan Martín Trucco | Lucas Panarotti | Juan Augusto Ronconi |
| Dodge Cherokee  | Castellano Power Team | 9 | Jonatan Castellano | Joel Gassmann | Gustavo Micheloud |
| Dodge Cherokee  | UR Racing | 18 | Juan Marcos Angelini | Ricardo Degoumois | Lucas Granja |
| Dodge Cherokee  | UR Racing | 44 | Sebastián Diruscio | Lautaro Lanci | Santiago Andreoli |
| Dodge Cherokee  | UR Racing | 124 | Nicolás Pezzucchi | Alejandro Weimann | Eduardo Bracco |
| Dodge Cherokee  | Coiro Dole Racing | 22 | Julián Santero | Andrés Jakos | Mario Valle |
| Dodge Cherokee  | Alifraco Sport | 46 | Facundo Gil Bicella | Roberto Videle | Mariano Oyhanart |
| Dodge Cherokee  | Mulet Competición | 47 | Leandro Mulet | Nicolás Blanco | Ramiro Granara |
| Dodge Cherokee  | CM Sport | 53 | Juan Catalán Magni | Matías Guiffrey | Sebastián Reynoso |
| Dodge Cherokee  | JP Carrera | 77 | Juan Martín Bruno | Luciano Trappa | Juan Scoltore |
| Dodge Cherokee  | JP Carrera | 133 | Valentín Aguirre | Luis José Di Palma | Santiago Álvarez |
| Dodge Cherokee  | Maquin Parts Racing | 88 | Nicolás Trosset | Agustín Herrera | Sebastián Salse |
| Referencias     | | | | | |
| Crecimiento     | Reemplazó al piloto Aldo Ortíz, quien se había accidentado en las sesiones de entrenamientos del TC Pista.                                                                                       | Reemplazó al piloto Aldo Ortíz, quien se había accidentado en las sesiones de entrenamientos del TC Pista.                                                                                       | Reemplazó al piloto Aldo Ortíz, quien se había accidentado en las sesiones de entrenamientos del TC Pista.                                                                                       | Reemplazó al piloto Aldo Ortíz, quien se había accidentado en las sesiones de entrenamientos del TC Pista.                                                                                       | Reemplazó al piloto Aldo Ortíz, quien se había accidentado en las sesiones de entrenamientos del TC Pista.                                                                                       |
| Lesionado       | Estuvo inscripto como invitado, pero debido a un accidente previo en la competencia final de la categoría TC Pista, fue inhabilitado para correr y se le permitió a su equipo correr como dupla. | Estuvo inscripto como invitado, pero debido a un accidente previo en la competencia final de la categoría TC Pista, fue inhabilitado para correr y se le permitió a su equipo correr como dupla. | Estuvo inscripto como invitado, pero debido a un accidente previo en la competencia final de la categoría TC Pista, fue inhabilitado para correr y se le permitió a su equipo correr como dupla. | Estuvo inscripto como invitado, pero debido a un accidente previo en la competencia final de la categoría TC Pista, fue inhabilitado para correr y se le permitió a su equipo correr como dupla. | Estuvo inscripto como invitado, pero debido a un accidente previo en la competencia final de la categoría TC Pista, fue inhabilitado para correr y se le permitió a su equipo correr como dupla. |

- [3][4]

## Reglamento particular
El reglamento particular de la edición 2018 de los 1000 km de Buenos Aires, fue dado a conocer oficialmente el 07 de agosto de 2018. En el mismo, quedaron registrados los principales ítems a tener en cuenta para el desarrollo normal del evento. Los ítems más destacados para esta competencia fueron los siguientes:
- Horario oficial de largada: 10:30
- Tiempo de duración de la prueba: Se previó el desarrollo de la competencia a un total de 178 giros o un máximo de 360 minutos.
- Ordenamiento de grilla: No se realizaron jornadas clasificatorias, por lo que para el ordenamiento de grilla se tomó como referencia la tabla de posiciones actualizada a la fecha anterior al desarrollo de esta competencia.
- Orden de largada: Se ordenó la parrilla de manera alternada, siendo las filas impares compuestas por tres autos y las filas pares por dos.
- Boxes: Se dispuso la apertura libre de los boxes durante el total del desarrollo de la prueba. En caso de neutralización de la competencia (ingreso del Pace Car), se permitió el ingreso de vehículos a boxes para repostaje de combustible o cambio de neumáticos. Al mismo tiempo, se permitió un máximo de 6 (seis) auxiliares por cada automóvil. Excedido ese número, se hizo pasible de sanción al coche de la tripulación infractora.
- Tiempos de manejo: Para que la llegada de cada tripulación tenga validez, una vez bajada la bandera a cuadros, los integrantes de la misma debieron cumplir con un tiempo mínimo de 45 minutos de manejo cada uno. Al mismo tiempo, fue tolerado un tiempo máximo de 2 horas de manejo para cada piloto. Incumplido el primer ítem y/o excedido el segundo, el coche de la tripulación infractora recibía la sanción de exclusión del evento.
- Puntos en juego: La tripulación vencedora sumó 90 puntos, los cuales impactaron en el acumulado del piloto titular, tanto en el campeonato general, como en el Torneo de Fechas Especiales que definió una plaza para los playoffs.
- Cambios de motor: Durante el desarrollo de la prueba fue permitido hasta un máximo de un (1) recambio de motor, por cada automóvil.
- Ayuda externa: Para esta competencia fue permitido el uso de ayuda externa por parte de los equipos de rescate de ACTC, los cuales debían accionar llevando el coche rescatado a su box original, con el fin de facilitar su continuidad en la prueba.
- Bandera Roja: En caso de producirse algún siniestro que motive la exposición de la Bandera Roja, los participantes debían reducir su velocidad y reagruparse en el orden que llevaban hasta la salida de la misma, en la línea de salida. Los tiempos de vuelta iban a ser computados hasta la vuelta anterior a la salida de la bandera roja. Asimismo, se procedía al cierre total de la calle de boxes. Misma determinación se tomaba en caso de que el siniestro haya ocurrido en la propia calle de boxes. Para el relanzamiento de la competencia, se descontaba un giro al total pactado y los realizados antes de la salida de la bandera roja, debiendo realizarse una vuelta de reconocimiento.
- Señalización de pilotos: Se estableció un indicador LED en el interior de cada automóvil, el cual indicaba según su color que piloto iba manejando, quedando identificados de la siguiente manera:
Verde: Titular,
Azul: Invitado 1,
Rojo: Invitado 2.
De no respetarse esta disposición, la tripulación infractora quedaba pasible de sanción.
- En el caso de que el Piloto Titular haya tenido un impedimento físico o de fuerza mayor por el cual no haya podido participar del evento, la tripulacion completa quedaba fuera de la partida de la competencia. En contrapartida, si alguno de los pilotos invitados no podía participar por algún impedimento físico comprobado por el Departamento Médico de la ACTC, o fuerza mayor, se autorizaba a que la tripulación esté integrada únicamente por el Piloto Titular y el Piloto Invitado restante, respetando los límites de conducción indicados.[5]

## Sistema de puntaje
Por reglamento particular, el sistema de puntaje de esta competencia fue el siguiente:
| Puntajes                            | Puntajes      | Puntajes | Puntajes       | Puntajes       | Puntajes  | Puntajes         | Puntajes         |
| del 1º al 10º                       | del 1º al 10º |          | del 11º al 20º | del 11º al 20º |           | del 21.º al 30.º | del 21.º al 30.º |
| #                                   | Puntos        | #        | Puntos         | #              | Puntos    |                  |                  |
| ----------------------------------- | ------------- | -------- | -------------- | -------------- | --------- | ---------------- | ---------------- |
| 1º                                  | 90 puntos     | 11º      | 60 puntos      | 21º            | 40 puntos |                  |                  |
| 2º                                  | 85 puntos     | 12º      | 58 puntos      | 22º            | 38 puntos |                  |                  |
| 3º                                  | 80 puntos     | 13º      | 56 puntos      | 23º            | 36 puntos |                  |                  |
| 4º                                  | 75 puntos     | 14º      | 54 puntos      | 24º            | 34 puntos |                  |                  |
| 5º                                  | 72 puntos     | 15º      | 52 puntos      | 25º            | 32 puntos |                  |                  |
| 6º                                  | 70 puntos     | 16º      | 50 puntos      | 26º            | 30 puntos |                  |                  |
| 7º                                  | 68 puntos     | 17º      | 48 puntos      | 27º            | 28 puntos |                  |                  |
| 8º                                  | 66 puntos     | 18º      | 46 puntos      | 28º            | 26 puntos |                  |                  |
| 9º                                  | 64 puntos     | 19º      | 44 puntos      | 29º            | 24 puntos |                  |                  |
| 10º                                 | 62 puntos     | 20º      | 42 puntos      | 30.º           | 22 puntos |                  |                  |
| Del puesto 31.º al 40.º : 18 puntos |               |          |                |                |           |                  |                  |
| Del puesto 41.º al 50.º : 15 puntos |               |          |                |                |           |                  |                  |

## Parrilla de salida
El ordenamiento de salida de esta competencia, fue definido por el ranking de la temporada 2018, actualizado hasta la competencia de Rafaela, es decir la sumatoria entre los resultados del campeonato 2017 más los resultados de 2018, hasta la mencionada fecha. La grilla de largada quedó compuesta de la siguiente manera, teniendo en cuenta el sistema de largada de filas intercaladas entre filas de tres autos (impares) y de dos (pares). Al mismo tiempo y con referencia al ordenamiento, se destacó el cumplimiento de la sanción impuesta al piloto Matías Rossi por acumular su tercer apercibimiento en la carrera anterior, motivo por el cual largó en último lugar:

## Resultados finales
| #           | N.º Id.                                                                                            | Piloto Titular                                                                                     | Pilotos Invitados                                                                                  | Pilotos Invitados                                                                                  | Automóvil                                                                                          | Vueltas                                                                                            | Tiempo                                                                                             | Dif.                                                                                               |
| ----------- | -------------------------------------------------------------------------------------------------- | -------------------------------------------------------------------------------------------------- | -------------------------------------------------------------------------------------------------- | -------------------------------------------------------------------------------------------------- | -------------------------------------------------------------------------------------------------- | -------------------------------------------------------------------------------------------------- | -------------------------------------------------------------------------------------------------- | -------------------------------------------------------------------------------------------------- |
| 1.º         | 1                                                                                                  | Agustín Canapino                                                                                   | Federico Alonso                                                                                    | Martín Ponte                                                                                       | Chevrolet Chevy                                                                                    | 178                                                                                                | 5:35:10.931                                                                                        | -                                                                                                  |
| 2.º         | 36                                                                                                 | Leonel Pernía                                                                                      | Juan Cruz Benvenuti                                                                                | Emmanuel Pérez Bravo                                                                               | Torino Cherokee                                                                                    | 178                                                                                                | 5:35:13.854                                                                                        | 2.923                                                                                              |
| 3.º         | 2                                                                                                  | Facundo Ardusso                                                                                    | Federico Pérez                                                                                     | Tomás Urretavizcaya                                                                                | Torino Cherokee                                                                                    | 178                                                                                                | 5:35:14.405                                                                                        | 3.474                                                                                              |
| 4.º         | 75                                                                                                 | Sergio Alaux                                                                                       | Pablo Costanzo                                                                                     | Juan Pablo Barucca                                                                                 | Chevrolet Chevy                                                                                    | 178                                                                                                | 5:35:14.835                                                                                        | 3.904                                                                                              |
| 5.º         | 113                                                                                                | Luciano Ventricelli                                                                                | Ernesto Bessone II                                                                                 | Claudio Bisceglia                                                                                  | Ford Falcon                                                                                        | 178                                                                                                | 5:35:20.922                                                                                        | 9.991                                                                                              |
| 6.º         | 22                                                                                                 | Julián Santero                                                                                     | Andrés Jakos                                                                                       | Mario Valle                                                                                        | Dodge Cherokee                                                                                     | 178                                                                                                | 5:35:23.615                                                                                        | 12.684                                                                                             |
| 7.º         | 88                                                                                                 | Nicolás Trosset                                                                                    | Agustín Herrera                                                                                    | Sebastián Salse                                                                                    | Dodge Cherokee                                                                                     | 178                                                                                                | 5:35:23.886                                                                                        | 12.955                                                                                             |
| 8.º         | 12                                                                                                 | Guillermo Ortelli                                                                                  | Pedro Gentile                                                                                      | Diego Ciantini                                                                                     | Chevrolet Chevy                                                                                    | 178                                                                                                | 5:35:42.234                                                                                        | 31.303                                                                                             |
| 9.º         | 17                                                                                                 | Emanuel Moriatis                                                                                   | Federico Lynn                                                                                      | Ramiro Dailoff                                                                                     | Ford Falcon                                                                                        | 177                                                                                                | 5:35:31.411                                                                                        | 1 VTA                                                                                              |
| 10.º        | 7                                                                                                  | José Manuel Urcera                                                                                 | Mariano Altuna                                                                                     | Facundo Della Motta                                                                                | Chevrolet Chevy                                                                                    | 176                                                                                                | 5:35:15.496                                                                                        | 2 VTAS                                                                                             |
| 11.º        | 9                                                                                                  | Jonatan Castellano                                                                                 | Joel Gassmann                                                                                      | Gustavo Micheloud                                                                                  | Dodge Cherokee                                                                                     | 176                                                                                                | 5:35:27.514                                                                                        | 2 VTAS                                                                                             |
| 12.º        | 6                                                                                                  | Mauricio Lambiris                                                                                  | Omar Martínez                                                                                      | Lautaro de la Iglesia                                                                              | Ford Falcon                                                                                        | 174                                                                                                | 5:35:29.899                                                                                        | 4 VTAS                                                                                             |
| 13.º        | 32                                                                                                 | Nicolás González                                                                                   | Juan Cruz Talamona                                                                                 | Matías Canapino                                                                                    | Torino Cherokee                                                                                    | 171                                                                                                | 5:35:40.703                                                                                        | 7 VTAS                                                                                             |
| 14.º        | 111                                                                                                | Juan Manuel Silva                                                                                  | Oscar Sánchez                                                                                      | José Savino                                                                                        | Ford Falcon                                                                                        | 169                                                                                                | 5:34:44.151                                                                                        | 9 VTAS                                                                                             |
| 15.º        | 99                                                                                                 | Matías Jalaf                                                                                       | Juan Francisco Garbelino                                                                           | Junior Solmi                                                                                       | Ford Falcon                                                                                        | 169                                                                                                | 5:35:24.526                                                                                        | 9 VTAS                                                                                             |
| 16.º        | 44                                                                                                 | Sebastián Diruscio                                                                                 | Lautaro Lanci                                                                                      | Santiago Andreoli                                                                                  | Dodge Cherokee                                                                                     | 165                                                                                                | 5:16:59.322                                                                                        | 13 VTAS                                                                                            |
| 17.º        | 133                                                                                                | Valentín Aguirre                                                                                   | Luis José Di Palma                                                                                 | Santiago Álvarez                                                                                   | Dodge Cherokee                                                                                     | 165                                                                                                | 5:35:22.397                                                                                        | 13 VTAS                                                                                            |
| 18.º        | 29                                                                                                 | Martín Serrano                                                                                     | Jonathan Vázquez                                                                                   | Fernando Iglesias II                                                                               | Chevrolet Chevy                                                                                    | 165                                                                                                | 5:35:28.891                                                                                        | 13 VTAS                                                                                            |
| 19.º        | 45                                                                                                 | Nicolás Cotignola                                                                                  | Luciano Cotignola                                                                                  | Nicolás Vidal                                                                                      | Torino Cherokee                                                                                    | 158                                                                                                | 5:35:20.611                                                                                        | 20 VTAS                                                                                            |
| 20.º        | 68                                                                                                 | Mariano Werner                                                                                     | Marcos Muchiut                                                                                     | Adrián Oubiña                                                                                      | Ford Falcon                                                                                        | 156                                                                                                | 5:04:17.277                                                                                        | 22 VTAS                                                                                            |
| 21.º        | 55                                                                                                 | Santiago Mangoni                                                                                   | Diego Martínez                                                                                     | Lucas Valle                                                                                        | Chevrolet Chevy                                                                                    | 156                                                                                                | 5:35:22.402                                                                                        | 22 VTAS                                                                                            |
| 22º         | 26                                                                                                 | Juan José Ebarlín                                                                                  | Rafael Verna                                                                                       | Laureano Campanera                                                                                 | Chevrolet Chevy                                                                                    | 153                                                                                                | 5:33:44.576                                                                                        | 25 VTAS                                                                                            |
| 23º         | 33                                                                                                 | Camilo Echevarría                                                                                  | Julia Ballario                                                                                     | Sebastián Abella                                                                                   | Chevrolet Chevy                                                                                    | 150                                                                                                | 5:35:50.400                                                                                        | 28 VTAS                                                                                            |
| 24º         | 27                                                                                                 | Juan Pablo Gianini                                                                                 | Marcelo Agrelo                                                                                     | Esteban Agustín Cístola                                                                            | Ford Falcon                                                                                        | 148                                                                                                | 5:32:13.714                                                                                        | 30 VTAS                                                                                            |
| 25º         | 157                                                                                                | Juan Bautista De Benedictis                                                                        | Damián Markel                                                                                      | Franco De Benedictis                                                                               | Ford Falcon                                                                                        | 147                                                                                                | 5:35:25.422                                                                                        | 31 VTAS                                                                                            |
| 26º         | 98                                                                                                 | Nicolás Bonelli                                                                                    | Agustín De Brabandere                                                                              | Germán Todino                                                                                      | Ford Falcon                                                                                        | 142                                                                                                | 5:35:21.219                                                                                        | 36 VTAS                                                                                            |
| 27º         | 4                                                                                                  | Christian Ledesma                                                                                  | Augusto Carinelli                                                                                  | José Rasuk                                                                                         | Chevrolet Chevy                                                                                    | 137                                                                                                | 4:21:24.914                                                                                        | 41 VTAS                                                                                            |
| 28º         | 19                                                                                                 | Norberto Fontana                                                                                   | Juan Pipkin                                                                                        | José Ciantini                                                                                      | Chevrolet Chevy                                                                                    | 136                                                                                                | 5:35:53.709                                                                                        | 42 VTAS                                                                                            |
| 29º         | 15                                                                                                 | Matías Rossi                                                                                       | Gastón Ferrante                                                                                    | Federico Iribarne                                                                                  | Ford Falcon                                                                                        | 135                                                                                                | 5:35:33.594                                                                                        | 43 VTAS                                                                                            |
| 30.º        | 8                                                                                                  | Juan Martín Trucco                                                                                 | Lucas Panarotti                                                                                    | Juan Augusto Ronconi                                                                               | Dodge Cherokee                                                                                     | 135                                                                                                | 5:36:54.191                                                                                        | 43 VTAS                                                                                            |
| 31.º        | 124                                                                                                | Nicolás Pezzucchi                                                                                  | Alejandro Weimann                                                                                  | Eduardo Bracco                                                                                     | Dodge Cherokee                                                                                     | 134                                                                                                | 5:00:21.734                                                                                        | 44 VTAS                                                                                            |
| 32.º        | 53                                                                                                 | Juan Catalán Magni                                                                                 | Matías Guiffrey                                                                                    | Sebastián Reynoso                                                                                  | Dodge Cherokee                                                                                     | 128                                                                                                | 4:06:04.618                                                                                        | 50 VTAS                                                                                            |
| 33º         | 10                                                                                                 | Emiliano Spataro                                                                                   | Matías Rodríguez                                                                                   | Elio Craparo                                                                                       | Torino Cherokee                                                                                    | 124                                                                                                | 3:57:54.952                                                                                        | 54 VTAS                                                                                            |
| 34º         | 24                                                                                                 | Gabriel Ponce de León                                                                              | Juan Cruz Di Palma                                                                                 | Martín Vázquez                                                                                     | Ford Falcon                                                                                        | 120                                                                                                | 5:21:36.725                                                                                        | 58 VTAS                                                                                            |
| 35º         | 20                                                                                                 | Carlos Okulovich                                                                                   | Sebastián Gómez                                                                                    | Jorge Trebbiani                                                                                    | Torino Cherokee                                                                                    | 112                                                                                                | 3:33:33.715                                                                                        | 66 VTAS                                                                                            |
| 36º         | 5                                                                                                  | Gastón Mazzacane                                                                                   | Daniel Nefa                                                                                        | Gastón Rossi                                                                                       | Chevrolet Chevy                                                                                    | 105                                                                                                | 4:35:17.624                                                                                        | 73 VTAS                                                                                            |
| 37.º        | 43                                                                                                 | Christian Dose                                                                                     | Juan José Tomasello                                                                                | Juan Manuel Tomasello                                                                              | Chevrolet Chevy                                                                                    | 103                                                                                                | 5:35:36.504                                                                                        | 75 VTAS                                                                                            |
| 38.º        | 47                                                                                                 | Leandro Mulet                                                                                      | Ramiro Granara                                                                                     | Nicolás Blanco                                                                                     | Dodge Cherokee                                                                                     | 97                                                                                                 | 4:20:22.982                                                                                        | 81 VTAS                                                                                            |
| 39.º        | 79                                                                                                 | Mathías Nolesi                                                                                     | Nicolás Montanari                                                                                  | Lucas Ferreira                                                                                     | Ford Falcon                                                                                        | 92                                                                                                 | 3:33:32.256                                                                                        | 86 VTAS                                                                                            |
| 40.º        | 77                                                                                                 | Juan Martín Bruno                                                                                  | Juan Scoltore                                                                                      | Luciano Trappa                                                                                     | Dodge Cherokee                                                                                     | 69                                                                                                 | 3:33:32.964                                                                                        | 109 VTAS                                                                                           |
| 41°         | 46                                                                                                 | Facundo Gil Bicella                                                                                | Roberto Videle                                                                                     | Mariano Oyhanart                                                                                   | Dodge Cherokee                                                                                     | 56                                                                                                 | 2:20:01.231                                                                                        | 122 VTAS                                                                                           |
| 42°         | 37                                                                                                 | Diego De Carlo                                                                                     | Antonino Sganga                                                                                    | Gastón Todino                                                                                      | Chevrolet Chevy                                                                                    | 55                                                                                                 | 3:06:18.289                                                                                        | 123 VTAS                                                                                           |
| 43°         | 63                                                                                                 | Próspero Bonelli                                                                                   | Marcelo Videle                                                                                     | Lucas Carabajal                                                                                    | Chevrolet Chevy                                                                                    | 36                                                                                                 | 1:07:01.207                                                                                        | 142 VTAS                                                                                           |
| 44°         | 18                                                                                                 | Juan Marcos Angelini                                                                               | Ricardo Degoumois                                                                                  | Lucas Granja                                                                                       | Dodge Cherokee                                                                                     | 1                                                                                                  | 1:29.336                                                                                           | 177 VTAS                                                                                           |
| Ex.         | 116                                                                                                | Alan Ruggiero                                                                                      | Flavio Bortot                                                                                      | Tomás Deharbe                                                                                      | Torino Cherokee                                                                                    | -                                                                                                  | -                                                                                                  | -                                                                                                  |
| Referencias | | | | | | | | |
| #           | Significado                                                                                        | Significado                                                                                        | Significado                                                                                        | Significado                                                                                        | Significado                                                                                        | Significado                                                                                        | Significado                                                                                        | Significado                                                                                        |
|             | Ganador                                                                                            | | | | | | | |
|             | Segundo                                                                                            | | | | | | | |
|             | Tercero                                                                                            | | | | | | | |
|             | Finalizó con el total de vueltas                                                                   | | | | | | | |
|             | Finalizó con vueltas perdidas - No finalizó                                                        | | | | | | | |
|             | Excluido                                                                                           | | | | | | | |
| Lesionado   | Sufrió un accidente en la final del TC Pista, por lo que fue dado de baja por prescripción médica. | Sufrió un accidente en la final del TC Pista, por lo que fue dado de baja por prescripción médica. | Sufrió un accidente en la final del TC Pista, por lo que fue dado de baja por prescripción médica. | Sufrió un accidente en la final del TC Pista, por lo que fue dado de baja por prescripción médica. | Sufrió un accidente en la final del TC Pista, por lo que fue dado de baja por prescripción médica. | Sufrió un accidente en la final del TC Pista, por lo que fue dado de baja por prescripción médica. | Sufrió un accidente en la final del TC Pista, por lo que fue dado de baja por prescripción médica. | Sufrió un accidente en la final del TC Pista, por lo que fue dado de baja por prescripción médica. |

Observaciones:
- Promedio: 179,741 km/h
- Récord de Vuelta: N.º 133 (Luis Jose Di Palma) vuelta 91 en 1:35.140 a 213,449 km/h
- Recargo: N.º 79 (Nolesi), 20 vueltas menos por toque al N.º 77 (Bruno)
- Recargo: N.º 27 (Gianini), 28 vueltas menos por toque al N.º 5 (Mazzacane)
- Recargo: N.º 19 (Fontana), 10 segundos por toque al N.º 77 (Bruno)
- Recargo: N.º 22 (Santero), 10 segundos por toque al N.º 88 (Trosset)
- Recargo: N.º 12 (Ortelli), 20 segundos por derrame de combustible en 2 oportunidades
- Recargo: N.º 26 (Ebarlín), 10 segundos por derrame de combustible en 1 oportunidad
- Recargo: N.º 33 (Echevarría), 10 segundos por derrame de combustible en 1 oportunidad
- Recargo: N.º 37 (De Carlo), 10 segundos por derrame de combustible en 1 oportunidad
- Recargo: N.º 8 (Trucco), 20 segundos por tener luz identificatoria apagada
- Recargo: N.º 44 (Diruscio), 20 segundos por no realizar el cambio de luz en el momento de cambiar piloto
- Pase y Siga: N.º 9 (Castellano) por toque al Nº 43 (Dose)
- Excluido: N.º 116 (Ruggiero) por maniobra peligrosa al N.º 53 (Catalán Magni)